# Superparamagnetismo
Particulas superparamagnéticas apresentam magnetização apenas na presença de um campo magnético externo. Quando retirado o campo magnético externo, a partícula não permanece magnetizada. Esse efeito é observado efetivamente em nanopartículas.
A propriedade de superparamagnetismo está diretamente ligada ao tamanho das nanopartículas magnéticas. Somente partículas com diâmetro menor que 30 nm são superparamagnéticas. Quanto mais próxima da forma esférica e maior uniformidade entre as formas, maior será a eficiência das nanopartículas com maior aplicabilidade, seja como ferrofluido, como separador de células ou removedor de poluentes. Sendo assim, o controle do tamanho das nanopartículas durante a síntese é extremamente importante para aplicações tecnológicas.
Partículas finas superparamagnéticas podem ser encontradas em diversos sistemas artificiais, tais como sólidos granulares, compósitos metal-isolante, compostos híbridos, ferrofluidos congelados, e até mesmo muitos sistemas biológicos e geológicos.